# Isha Sesay

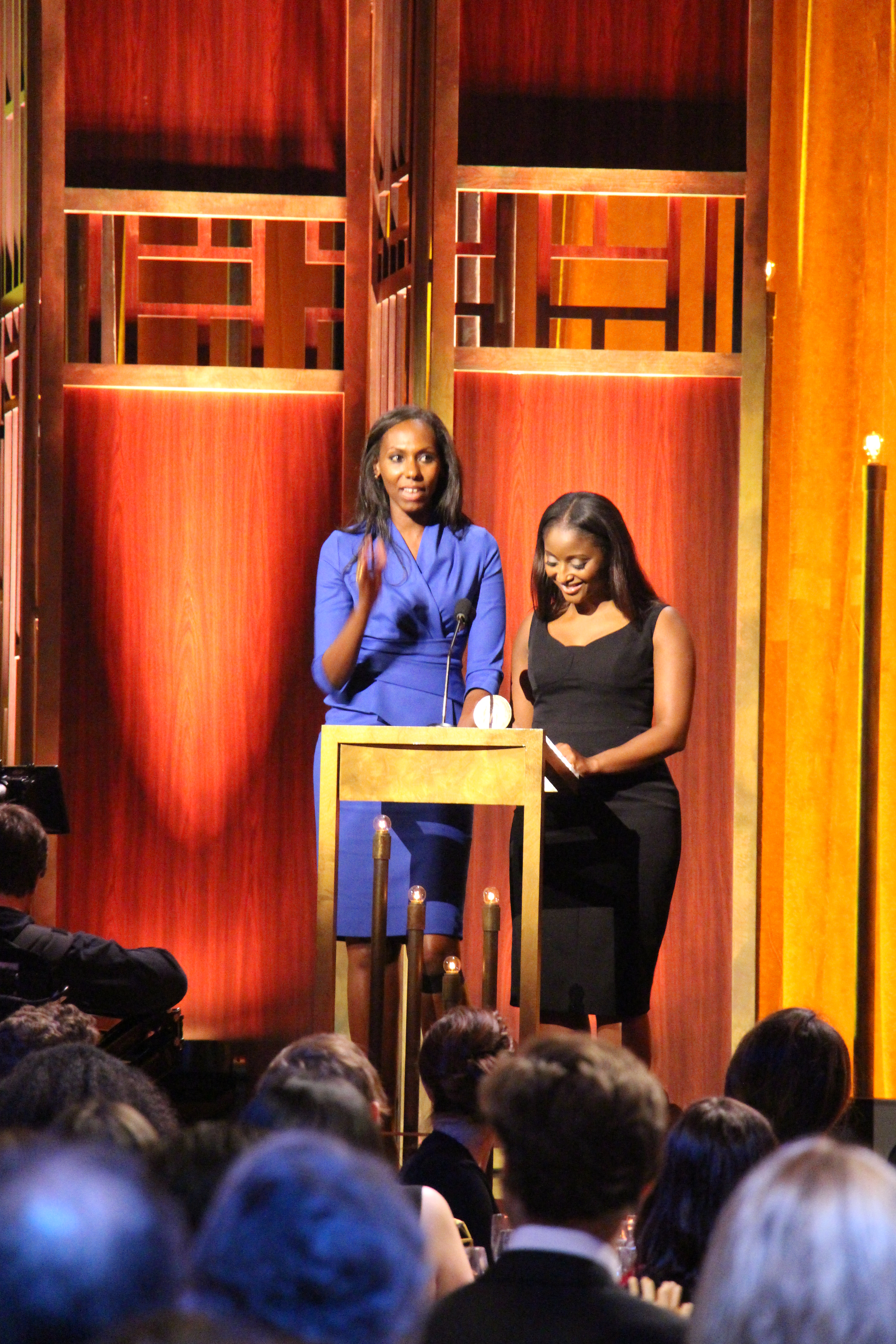
Nima Elbagir (in blau) nimmt stellvertretend zusammen mit Isha Sesay (in schwarz) für CNN den Peabody Award für die Berichterstattung über die Massenentführung nigerianischer Schülerinnen 2014 entgegen. Aufgenommen im Mai 2015

Isha Isatu Sesay ([ˌaɪʃə_səˈseɪ]; Isha Sesayⓘ) (* 6. Januar 1976 in Bordeaux, Frankreich) ist eine amerikanische Fernseh-Journalistin. Ab 2005 arbeitete sie bei CNN und CNN International. Ab 2017 war sie Moderatorin der Sendung CNN Newsroom Live from Los Angeles. Im August 2018 verließ sie CNN. Sie widmet sich seitdem diversen Projekten, unter anderem gründete sie bereits 2014 W.E. Can Lead, eine gemeinnützige Bildungsorganisation für afrikanische Mädchen in Nigeria.

## Jugend und Ausbildung
Isha Sesay wurde als mittlere von drei Geschwistern geboren. Sie hat eine ältere Schwester und einen jüngeren Bruder. Sesay ist die Tochter von Kadi Sesay, ihr Vater war Berater für das Sierra Leone Produce Marketing Board (SLPMB). Er verstarb im Jahr 1988. Ihre Eltern kamen ursprünglich aus Sierra Leone und sind Temne. Isha Sesay ging bis zum Alter von 16 auf die Fourah Bay College School in Freetown. Im Jahr 1992 kehrte sie zum weiteren Studium nach Großbritannien zurück.
Nachdem sich Sesay ihre A-Levels-Qualifikationen erarbeitet hatte, bewarb sie sich am Trinity College (Cambridge). Dort studierte sie Englisch.

## Karriere

### Nach der Universität
Am Anfang ihrer journalistischen Tätigkeit arbeitete Sesay als unbezahlte Rechercheurin für die Talkshow Kilroy der BBC. Sie wurde als voll bezahlte Festangestellte übernommen.
Im Jahr 1998 zog sie nach Glasgow, um für BBC Scotland zu arbeiten. Nach einiger Zeit hinter der Kamera begann sie ihr erstes Engagement als Präsentatorin von BBC Choice.
Sesay moderierte danach mehrere andere Formate auf BBC, CNN und TWI, bevor sie im März 2002 zu Sky wechselte.

### CNN
Im November 2005 ging Sesay zu CNN International und moderierte von da an Sendungen aus Atlanta, Georgia. Zu den Sendungen, die sie co-moderierte gehörten International Desk und Backstory, wo sie die Leitung der Sendung von Michael Holmes übernahm.
Im Jahr 2012 wurde Backstory von einer täglichen auf eine wöchentliche Sendung umgestellt.
Isha Sesay übernahm zusammen mit John Vause 2015 die Moderation einer neuen Show CNN NewsCenter. CNN NewsCenter wurde aus Los Angeles gesendet.
2018 berichtete Sesay von der Hochzeit von Prinz Harry und Meghan Markle.
Am 2. August 2018 gab Isha Sesay bekannt, dass sie CNN nach 13 Jahren verlassen habe. Zur Begründung gab sie die alles einnehmende Berichterstattung rund um die Präsidentschaft Donald Trumps an.
Sesay gab ebenfalls bekannt, dass sie an einem Buch über die Entführung der Chibok-Mädchen schreibe, sich außerdem etwas Zeit nehmen wolle, um sich danach aber wieder um Afrika betreffende Themen zu kümmern.
Außerdem wolle sie sich mehr ihrer Organisation W.E. Can Lead widmen.

### W.E. Can Lead
2014 gründete Isha Sesay die gemeinnützige Organisation W.E. Can Lead (Women Everywhere Can Lead). Als Non-profit-Organisation verfolgt sie das Ziel, afrikanischen Mädchen durch Ausbildung eine selbstbestimmte Zukunft zu ermöglichen. Die besseren Bildungsvoraussetzungen und die Ausrichtung auf Leitungskompetenzen sollen sie dazu befähigen, ihr eigenes Leben zu gestalten, eigene Projekte und eigene Firmen aufzubauen und zu leiten. Im August 2018 nahmen zum größten Teil nigerianische Mädchen teil, das Programm ist aber prinzipiell offen für Mädchen jeder afrikanischer Herkunft.
Es wird ein zweistufiges Programm angeboten, aufgeteilt in eine Basis- und eine Spezialisierungsphase. In der ersten Stufe erlernen die Mädchen grundlegende Fähigkeiten wie finanzielle Allgemeinbildung, Kritisches Denken sowie positive Gesundheitspraktiken. Außerdem soll das Selbstbewusstsein der Mädchen sowie ihr Selbstvertrauen gefördert werden. Danach können sich die Mädchen für die Spezialisierungsphase bewerben. Diejenigen, welche einen Platz bekommen, können dann an einem Young Leader Entwicklungsprogramm teilnehmen. Die anderen können in so genannten Empowerment Camps und rhetorischen Seminaren teilnehmen. Die Teilnehmer bekommen finanzielle Unterstützung für Schulmittel, Schuluniformen und ähnliche Dinge. Im August 2018 nahmen mehr als 600 Mädchen im Alter von 12 bis 18 Jahren an Angeboten von W.E. Can Lead teil.
Im Januar 2017 versteigerte der Schauspieler Idris Elba ein Abendessen mit ihm um Geld für W.E. Can Lead zu sammeln. Die beiden kooperierten im Jahr 2019 für eine Spenden-Tombola noch einmal. Bei der Tombola gab es einen McLaren 720S Coupe zu gewinnen.

### Aktivitäten seit 2018
Sesay moderierte zusammen mit dem Senegalesischen Journalisten Aboubacry Ba die Aiteo CAF Awards 2018, welche im Centre international de conférences Abdou Diouf (CICAD) am Dienstag, dem 8. Januar 2019 in Dakar, Senegal stattfanden.
Im Juni 2018 führte Sesay eine Fragen & Antworten Runde mit der Dokumentarfilm Regisseurin Slater Jewell-Kemker und dem Produzenten Adrian Grenierdes des Filmes Youth unstoppable. Der Film handelt von der grünen Jugendbewegung.
Ebenfalls moderierte sie 2018 ein Gespräch im Rahmen des World Refugee Day mit Dr. Samantha Nutt, der Gründerin von War Child USA. War Child USA ist einer Hilfsorganisation für Kinder in Kriegszonen.
Ihr Buch über die Massenentführung nigerianischer Schülerinnen 2014 names Beneath the Tamarind Tree ist im Juli 2019 bei HarperCollins in gedruckter Form und auf verschiedenen Plattformen als Hörbuch erschienen.
Im April 2019 führte sie eine Diskussionsrunde mit Michelle Obama, welche unter dem Namen Becoming: an intimate conversation with Michelle Obama vor 20.000 Gästen in der Accor Hotel Arena in Paris und in Amsterdam geführt wurde.
Im Juni 2019 trat Sesay als Sprecherin bei der Women Deliver Konferenz 2019 in Vancouver, Kanada in Erscheinung. Women deliver ist nach eigenen Angaben eine internationale Konferenz rund um die Themen gender equality, Gesundheit und Wohl von Mädchen und Frauen im 21. Jahrhundert.
Sie war eine aktive Rednerin bei der im Juni 2019 stattgefundenen Brilliant minds Veranstaltung in Stockholm, Schweden. Das Event wurde 2015 durch Spotify Gründer und CEO, Daniel Ek und den entrepreneur Arash Pournouri gegründet. Die dreitägige Veranstaltung soll den freien Gedankenaustausch im Bereich Musik und Technologie fördern.
Im September 2019 war Sesay bei der BBC im Programm Africa today für zwei Tage als Gastrednerin eingeladen. Sie sprach über die Rolle der Frauen in den Medien.
Im September 2019 war sie neben Bozoma Saint John einer der hosts des 2019 Global Citizen Festival. Dieses Event verbindet live Musik mit Podiums Diskussionen rund um globale Probleme und Anliegen aus dem Umwelt, Gesellschafts und Politischen Bereich.
Ebenfalls im September 2019 war sie Sprecherin bei dem durch die Whitaker Peace & Development Initiative (WPDI) organisiertem Place for Peace Event.

## Persönliches
Am 5. Januar 2013 verlobte sich Sesay mit ihrem Arbeitskollegen Leif Coorlim. Die beiden heirateten im August 2013. Im August 2018 gab Sesay bekannt, dass sich das Paar hat scheiden lassen.
Isha Sesay engagiert sich für die Stärkung der Rechte von Frauen, insbesondere in Nigeria im Zusammenhang mit den Massenentführungen nigerianischer Schülerinnen im Jahr 2014 durch Boko Haram aus Chibok und am 19. Februar 2018 aus Dapchi. Sie hat viel persönliches Engagement für die Mädchen und deren Angehörigen gezeigt. Unter anderem führt sie kritische Interviews mit beteiligten Staatsangehörigen, zeigte Präsenz bei der Twitter-Kampagne #BringBackOurGirls und sprach vor der UN. Sie verurteilte die wiederholte Entführung von 110 Mädchen aus Dapchi als eine "nationale Schande" in Bezug auf einen lapidaren Tweet Präsident Muhammadu Buharis, der die Entführung als "Nationale Katastrophe" bezeichnete.